# Walkertshofen

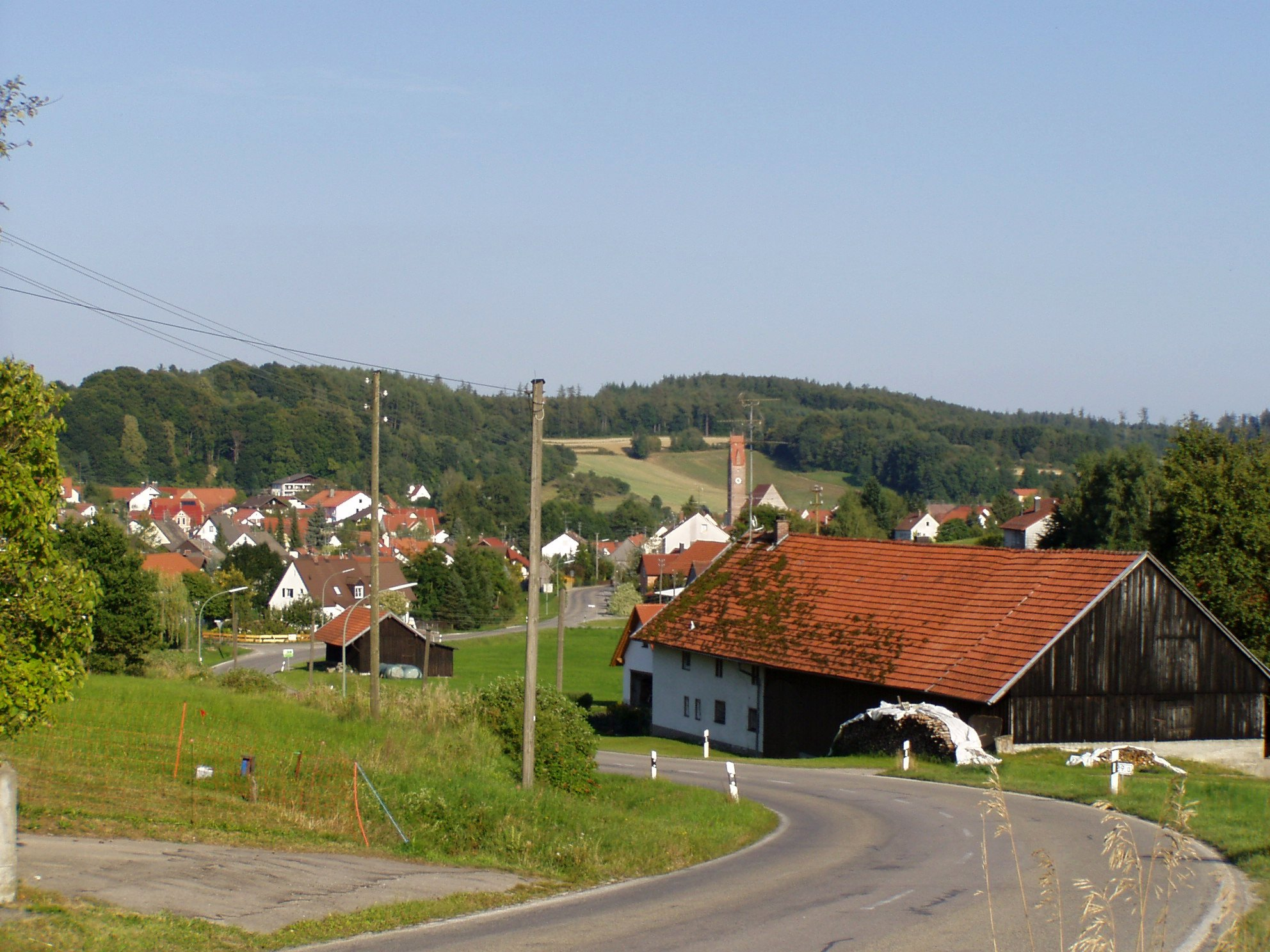
Walkertshofen von Westen

Walkertshofen ist eine Gemeinde im schwäbischen Landkreis Augsburg. Die Gemeinde ist Mitglied der Verwaltungsgemeinschaft Stauden mit Sitz in Langenneufnach.

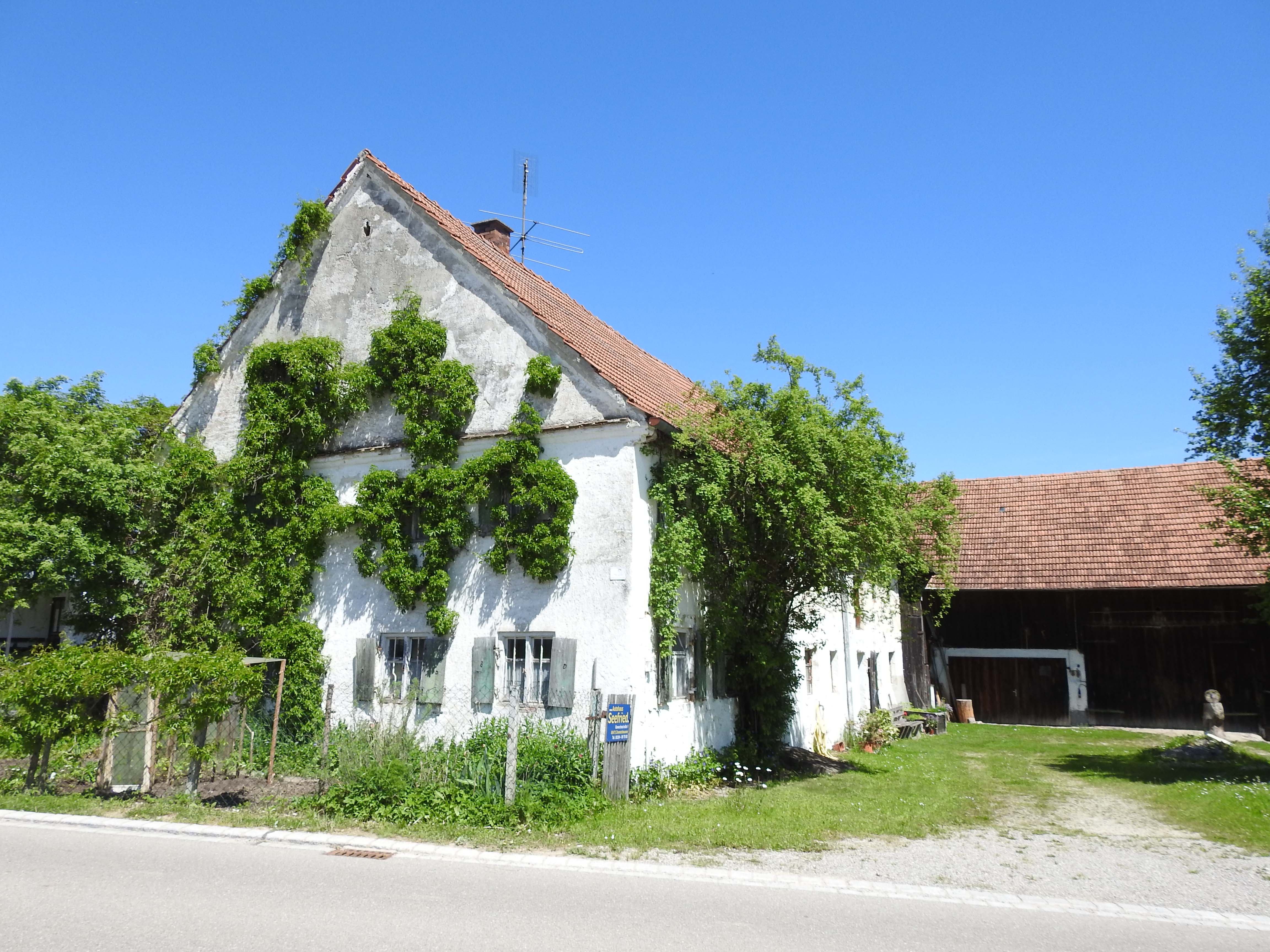
Altes Staudengehöft in Walkertshofen

## Gliederung
Es gibt fünf Gemeindeteile (in Klammern ist der Siedlungstyp angegeben):
- Gumpenweiler (Dorf)
- Hölden (Weiler)
- Oberrothan (Dorf)
- Schweizerhof (Einöde)
- Walkertshofen (Pfarrdorf)

Die Einöden Ebrach und Reute sind keine amtlich benannten Gemeindeteile.

## Geschichte

### Bis zur Gemeindegründung
Walkertshofen wurde im Jahr 775 – andere Quellen sprechen von 784 – im Rahmen einer Schenkung erstmals erwähnt. Ein Mann namens Helmker vermachte in dieser Schenkung seine Besitztümer in Singenbach, Ried bei Markt Indersdorf und eben Walkertshofen der Kirche. Zwischen 937 und 957 vertauschte der als Heiliger verehrte Bischof Lampert den Freisinger Besitz in Walkertshofen an einen Edlen namens Papo. Ab 1099 ist eine Ortsadelsfamilie „de Waltgershoven“ nachweisbar, die im Hochmittelalter über einen befestigten Ansitz im Ort verfügte, an den heute nur noch ein Burgstall erinnert. Das Domkapitel Augsburg erwarb Ende des 14. Jahrhunderts erste Güter im Ort und war seit 1492 alleiniger Grundherr. Seit dem Reichsdeputationshauptschluss von 1803 gehört der Ort zu Bayern. Im Zuge der Verwaltungsreformen im Königreich Bayern entstand mit dem Gemeindeedikt von 1818 die heutige Gemeinde.

### Einwohnerentwicklung
Zwischen 1988 und 2018 wuchs die Gemeinde von 868 auf 1076 um 208 Einwohner bzw. um 24 %.

### Eingemeindungen
Im Zuge der Gebietsreform in Bayern wurden am 1. April 1971 Gebietsteile der aufgelösten Gemeinde Habertsweiler eingegliedert.

### Geschichte der Gemeindeteile

#### Ebrach
Ebrach hieß früher Schlierbach. Ausgangs des 19. Jahrhunderts wurde der Name Ebrach in Gebrauch gebracht.

#### Gumpenweiler
Erstmals urkundlich nachgewiesen ist Gumpenweiler im 12. Jahrhundert. Der Ortsname hat seinen Ursprung im Personennamen Gumpo. Gumpenweiler hieß früher Günzenweiler und gehörte zu St. Moritz in Augsburg. Einer Sage nach soll sich ein Schloss mit Gerichtsbarkeit im Ort befunden haben.

#### Hölden
Der Name Hölden bezeichnet einen Ort der auf der Halde liegt. 1546 wird der Ort auch als Halden mit zwei Häusern erwähnt. 1603 gehört er zum Fuggerschen Anteil an Langenneufnach. Um 1700 kam er durch Tausch an das Kloster Oberschönenfeld.

#### Oberrothan
1316 wird Oberrothan als Teil von Seyfriedsberg erwähnt. Oberrothan, Habertsweiler und der Bucherhof bildeten bis zur Gebietsreform im Jahre 1971 die politische Gemeinde Habertsweiler.

#### Reute
Der Name kommt vermutlich von Rodung. 1863 erbaute ein Firmus Metzler den Einödhof.

#### Schweizerhof
Schweizerhof wurde 1481 erstmals erwähnt.

## Politik

### Gemeinderat
Zur Gemeinderatswahl am 15. März 2020 wurden drei Wahlvorschläge eingereicht. Die Wahlbeteiligung lag bei 74,9 %. Die Wahl brachte folgendes Ergebnis:
|  | CSU/Freie Bürger   | 10 Sitze | (81,2 %) |
|  | Freie Wähler       | 2 Sitze  | (16,2 %) |
|  | Unabhängige Bürger | 0 Sitze  | (2,6 %)  |

Weiteres Mitglied und Vorsitzende des Gemeinderates ist die Erste Bürgermeisterin. Zur Wahl im März 2020 lagen 2 Wahlvorschläge vor. Mit 78,8 % wurde Frau Margit Jungwirth-Karl (CSU/Freie Bürger) gewählt.

### Wappen
|  | Blasonierung: „Gespalten von Rot und Silber; über gespaltenem Dreiberg in verwechselten Farben ein durchgehender, oben gezinnter goldener Balken.“ |
|  | |

### Gemeindepartnerschaften
Mit der französischen Gemeinde Oisseau im Département Mayenne besteht seit 2005 eine Partnerschaft.

## Baudenkmäler

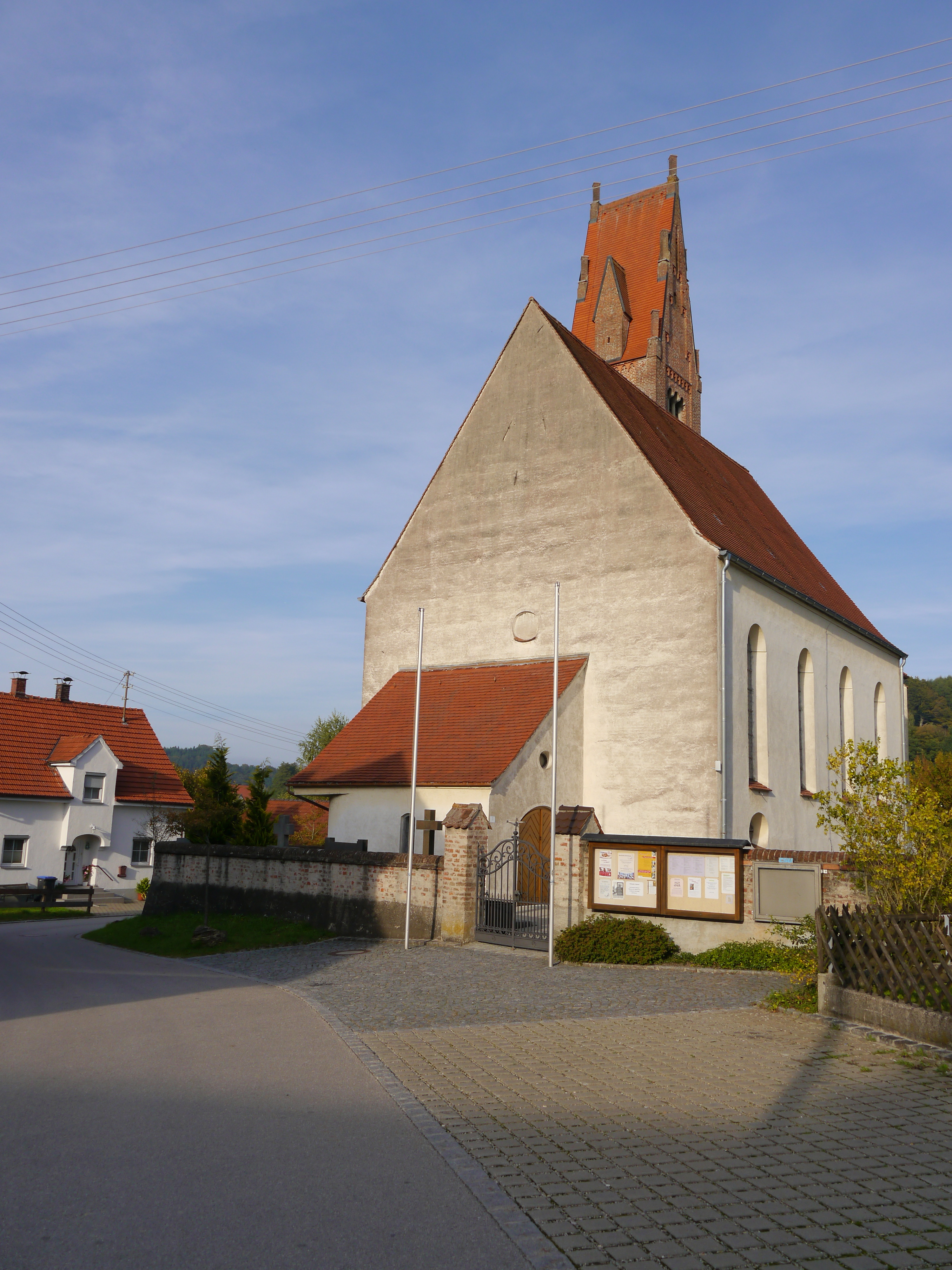
Kirche St. Alban in Walkertshofen

## Verkehr
Der Haltepunkt Walkertshofen liegt an der Bahnstrecke Gessertshausen–Türkheim. Die Deutsche Bundesbahn legte die Strecke für den Personenverkehr im Mai 1991 still. Die Staudenbahn wird derzeit nur im Ausflugs- und Wochenendverkehr bedient, die Reaktivierung von Gessertshausen nach Langenneufnach ist in Vorbereitung. Das historisch wertvolle hölzerne Agenturgebäude des Walkertshofer Bahnhofs ist bis heute vorhanden.